# Casa-Museu Guayasamín
A Casa-Museu Guayasamín é um museu da cidade espanhola de Cáceres. Foi o primeiro museu europeu a dedicar-se em exclusivo ao pintor Guayasamín e à arte pré-colombiana.Em 29 de novembro de 2012, o décimo aniversário da abertura da Capela do Homem, integra o Museu do Complexo Cultural Guayasamín, residência ou seja, mestrado e estúdio. Ser exibido suas coleções e objetos pessoais, seu trabalho de estúdio, assim como ele teve antes na vida.
Com esta situação, Fundação Guayasamín tomou a iniciativa de produzir uma nova edição do Festival de todas as vozes, para celebrar o legado de mestiçagem latino-americana Guayasamín Mestre.